# Wisagatcak
Wisagatcak är en trickster i mytologin hos Creeindianerna i Nordamerika.  
När Wisagatcak försökte fånga en stor bäver orsakade han en översvämning som dränkte hela världen. Själv lyckades han rädda sig på en flotte. Han drar upp olika djurarter ur vattnet alltmedan ny jord växer fram ur vattnet till dess en ny värld har vuxit fram. 
Jämför med Gun i kinesisk mytologi.